# Сражение при Сабиньяниго
Сражение при Сабиньяниго (исп. Batalla de Sabiñánigo) или Наступление у Бьескаса — наступление Народной армии Республики в сентябре — октябре 1937 года во время гражданской войны в Испании, призванное отвлечь войска националистов от Северного фронта.

## Ход сражения
У республиканцев под командованием полковника Мариано Буэно был контингент в составе двух дивизий (43-я и 27-я), четыре артиллерийские батареи (16 орудий) и бронетанковая рота, или около 14 000 человек. Им противостояла бригада 50-й дивизии мятежников под командованием Альберто Касо, а также отдельные отряды. Несмотря на то, что шпионская служба и некоторые перебежчики предупредили о республиканских приготовлениях, наступление застало националистов совершенно неподготовленными.
Наступление началось 22 сентября 1937 года атакой Гавина, рукопашные бои за который продолжались до вечера 23 сентября, когда городок был сдан обороняющимися.
Южнее республиканцы пересекли реку Гальего и, повернув на север, атаковали Бьескас, тяжелый бой за который продолжался до вечера. Националисты, понимая, что сопротивление продлить невозможно, отошли на север к Эрмита-Санта-Элена, в долине Тена, где около 350 солдат и 1500 гражданских лиц сопротивлялись в окружении несколько месяцев с практически отсутствующей связью с остальной частью армии националистов.
Южнее Бьескаса республиканцы также пересекли Гальего и в быстрой и смелой атаке захватили Эскуэр, холмы Асун и стратегический холм Пунта-Гуэ, а затем город Акумуэр.
Ещё южнее, в направлении Ебра-де-Баса, им удается захватить небольшие города, такие как Ларреде, Исун-де-Баса, Аллуэ или Хавьер-дель-Обиспо, а также горный хребет Сан-Педро, который быстро укрепляется. Но южнее, в Ебра-де-Баса, около 300 националистов отчаянно сопротивляются, и несмотря на усилия правительственных войск, Ебра никогда не будет взят.
27-я дивизия Республики прорывает фронт в Ланаве, пересекает Гальего, не обращая внимания на очаги сопротивления, что остаются позади, и быстро захватывает многочисленные города на западном берегу Гуарга (Орно де Гальего, Арто), обходит Сабиньяниго с юга, угрожая важной железнодорожной станции Кальдеаренас, и подходит к городу Ара, примерно в 10 км от Хаки, центру сопротивления националистов.
Наступление на трех участках, начатых республиканцами, сохраняется до прибытия подкреплений к мятежникам в количестве около 10 000.
3 октября националисты берут на себя инициативу. С 3 по 7 октября они предпринимают атаки и возвращают Пунта-Гуэ. В начале ноября начнется контрнаступление против Сьерра-де-Сан-Педро, позиции которого будут заняты примерно 7 ноября. Контрнаступление заканчивается из-за истощения сил противников.

## Результаты
Республиканцы заняли большую часть территории и важный город Бьескас, но им не удалось взять Сабиньяниго, главный промышленный центр верхнего Арагона, несмотря на его окружение. Мятежникам удалось сдержать республиканское наступление, но они не вернули утраченные позиции. Общее число потерь — около 2500 у националистов и 3500 в республиканской армии.